# Dolerocypria iliffei
Dolerocypria iliffei is een mosselkreeftjessoort uit de familie van de Candonidae. De wetenschappelijke naam van de soort is voor het eerst geldig gepubliceerd in 2005 door Maddocks.